# Peter Glacier
Peter Glacier är en glaciär i Antarktis. Den ligger i Östantarktis. Norge gör anspråk på området. Peter Glacier ligger 2 102 meter över havet.
Terrängen runt Peter Glacier är platt åt nordost, men åt sydväst är den kuperad. Trakten är obefolkad. Det finns inga samhällen i närheten.